# دائرة عين مليلة
دائرة عين مليلة إحدى دوائر ولاية أم البواقي الجزائرية. عاصمتها هي عين مليلة وتضم بلديات: 
- عين مليلة
- أولاد قاسم
- أولاد حملة